# Cervona Zorea, Milove
Cervona Zorea (în ucraineană Червона Зоря) este un sat în comuna Mîkilske din raionul Milove, regiunea Luhansk, Ucraina.

## Demografie
Componența lingvistică a localității Cervona Zorea
     Ucraineană (85,88%)
     Rusă (14,12%)
Conform recensământului din 2001, majoritatea populației localității Cervona Zorea era vorbitoare de ucraineană (85,88%), existând în minoritate și vorbitori de rusă (14,12%).